# Borovik (Komiža)
Borovik falu Horvátországban, Split-Dalmácia megyében, Vis szigetén. Közigazgatásilag Komižához tartozik.

## Fekvése
Splittől légvonalban 58 km-re délnyugatra, Komiža városától légvonalban 3, közúton 9 km-re délkeletre, a sziget legmagasabb pontja, a Hum-hegy alatt fekszik. Komižáról Vis irányában haladva a második útba eső településnél Podšpiljénél balra kell lekanyarodni a Hum irányába. A Podšpilje központú falucsoport többi tagja Duboka, Podhumlje és Žena Glava. Egykor hozzá tartozott a szomszédos Dračevo Polje is az azonos nevű faluval, mely ma már Vis városához tartozik. Ma az egész területre a Gornje Polje, illetve a  Komiško Polje elnevezést használják.

## Története
Területe már az újkőkorban lakott volt, ezt bizonyítja a közeli Lokva nevű lelőhely, amelyet a kőkorszaki ember agyag kitermelésére használt. Kopacinán illír halomsírok, magán Borovikon pedig velencei erődítmény maradványai találhatók. A település valószínűleg a 17. században keletkezett, amikor a sziget a Velencei Köztársaság uralma alá tartozott. Lakói főként állattartással foglalkoztak, melyhez Vela Polján és a Krušovicán található két, forrás nélküli vízgyűjtő tavacska adta a vizet. A velencei uralomnak 1797-ben vége szakadt és osztrák csapatok vonultak be Dalmáciába. 1805-ben a sziget az osztrákokat legyőző franciák uralma alá került, de 1811-ben a tengeri fölényben levő angolok elvették a franciáktól. Napóleon végső veresége után újra az osztrákoké lett. A 19. század végére a lakosság az állattartás helyett a szőlőtermesztéssel és a halászattal kezdett foglalkozni.
A településnek 1880-ban 58, 1910-ben 75 lakosa volt. 1918-ban elfoglalták az olasz csapatok, az olasz  uralom 1921-ig tartott. Ezután az új szerb-horvát-szlovén állam, majd később Jugoszlávia része lett. A II. világháború idején 1944 júniusa és októbere között itt volt a Tito vezette partizán alakulatok parancsnoki központja. A háború után a szocialista Jugoszláviához került. A jugoszláv időszak sziget gazdasági stagnálásának időszaka volt, a lakosság száma töredékére esett vissza. 1991-től a független Horvátország része, de 1992-ig a JNA katonái állomásoztak a szigeten. A jugoszláv katonák csak 1992 május 30-án hagyták el végleg a szigetet, helyükre horvát csapatok érkeztek. Fellendült a turizmus és 1993-ban újra megalakult az önálló Komiža község. 2001-ben a Komiško Polje területén 129 ember élt, többségük idősebb volt 65 évesnél. A II. világháború előtt még több mint 700 lakos élt itt, akik főként szőlő és olajbogyó termesztéssel foglalkoztak. Ezután azonban nagy kivándorlási hullám indult meg Észak-Amerika és Ausztrália felé. 2011-ben a településnek 12 állandó lakosa volt.

## Népesség
| Lakosság változása | Lakosság változása | Lakosság változása | Lakosság változása | Lakosság változása | Lakosság változása | Lakosság változása | Lakosság változása | Lakosság változása | Lakosság változása | Lakosság változása | Lakosság változása | Lakosság változása | Lakosság változása | Lakosság változása | Lakosság változása |
| ------------------ | ------------------ | ------------------ | ------------------ | ------------------ | ------------------ | ------------------ | ------------------ | ------------------ | ------------------ | ------------------ | ------------------ | ------------------ | ------------------ | ------------------ | ------------------ |
| 1857               | 1869               | 1880               | 1890               | 1900               | 1910               | 1921               | 1931               | 1948               | 1953               | 1961               | 1971               | 1981               | 1991               | 2001               | 2011               |
| 0                  | 0                  | 58                 | 68                 | 72                 | 75                 | 0                  | 80                 | 88                 | 87                 | 69                 | 29                 | 15                 | 17                 | 15                 | 12                 |

(1857-ben, 1869-ben és 1921-ben lakosságát Komižához számították.)

## Nevezetességei
- A Podšpiljét Podhumljéval összekötő úttól északra található Zonketova kula velencei toronyerődje, mely a Viši mezőn átvezető utat nyugatról őrizte. A mai falak valószínűleg csak a 18. század óta állnak, de az épület megőrzött néhány középkori részletet. A földszinti rész boltozott és a régi kapuzat megsemmisülése után az emeleti részeket csak a rajta levő nyíláson át létrával lehetett megközelíteni. Az első emeleten volt a kemence, melyből később a földszinten is építettek egyet, mely jó állapotban maradt fenn. A falak ma még konzerválásra várnak. A toronytól nyugatra földszinti épületek álltak, ma már csak a romjaik láthatók. Kissé távolabb található egy ciszterna. A tetőkre eső vizet a toronytól északra és délre levő két ciszternában gyűjtötték össze.
- A közeli Kopanicán illír halomsír maradványai találhatók.

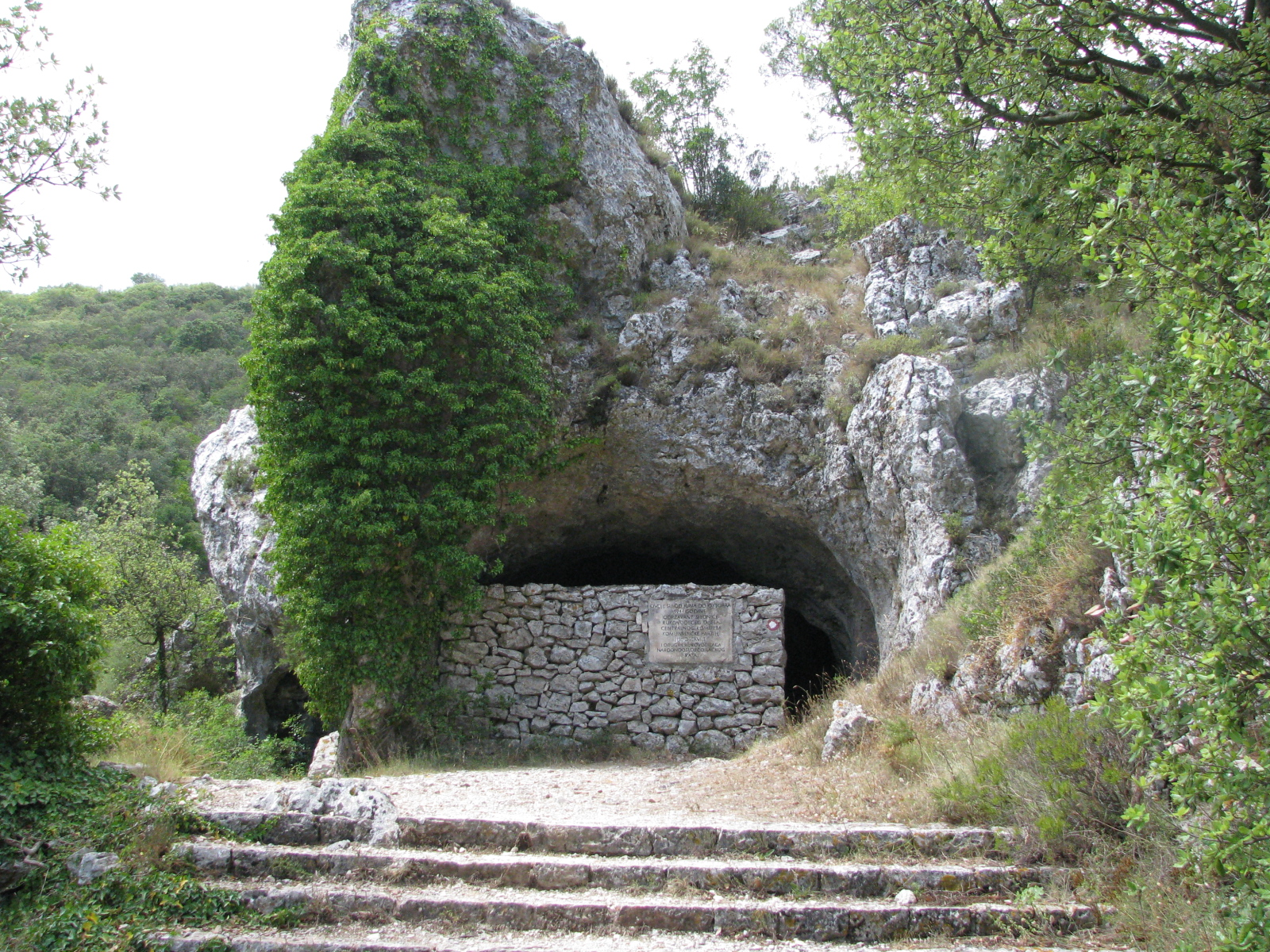
A Tito-barlang bejárata a Hum-hegy oldalában

- Határában a Hum-hegy oldalában található a Titó-barlang, ahol a II. világháború idején 1944. júniusától októberéig a Tito vezette partizánok parancsnoksága működött.
- A Hum-hegyen álló Szentlélek kápolnától nagyszerű kilátás nyílik Vis szigetére és a környező szigetvilágra.

## Fordítás
Ez a szócikk részben vagy egészben  a   Podšpilje című horvát Wikipédia-szócikk ezen változatának fordításán alapul.  Az eredeti cikk szerkesztőit annak laptörténete sorolja fel. Ez a jelzés csupán a megfogalmazás eredetét és a szerzői jogokat jelzi, nem szolgál a cikkben szereplő információk forrásmegjelöléseként.